# George Shannon
Pour les articles homonymes, voir Shannon.
George Raymond Shannon, né le 30 décembre 1939 et mort le 1er mars 2023 est un professeur américain de gérontologie à la Leonard Davis School de l'Université de Californie du Sud, premier titulaire de la chaire de gérontologie Kevin Xu et directeur du Rongxiang Xu Regenerative Life Science Laboratory. Il était également un acteur de télévision et de cinéma, particulièrement connu pour ses apparitions dans des séries télévisées, notamment How to Survive a Marriage, C'est déjà demain, Générations, et Hôpital central. Il a joué un rôle principal dans le film dramatique surréaliste français de 1973, J'irai comme un cheval fou.
En 1995, Shannon est retourné à l'université pour obtenir une licence, une maîtrise et un doctorat en gérontologie après une carrière d'acteur de près de 30 ans.

## Biographie

### Acteur
Shannon a étudié l'improvisation théâtrale pendant deux ans au Second City de Chicago et a étudié avec Lee Strasberg dans ses cours privés et à l'Actors Studio pendant sept ans. Il a joué dans plus de 50 pièces de théâtre, six films et a tenu des rôles contractuels dans cinq séries télévisées. Il a également été professeur d'improvisation et directeur de théâtre à Los Angeles.

### Professeur
Shannon a donné des cours sur l'évaluation des programmes, la politique sociale et le vieillissement, ainsi que sur la société et le développement des adultes. Ses derniers travaux de recherche ont porté sur le vieillissement multiculturel et les arts créatifs. Il est l'auteur ou le co-auteur de sept articles évalués par des pairs dans des revues professionnelles. Il était membre actif de Phi Kappa Phi (en) et de la Sigma Phi Omega Gerontology Honor Society.

## Mort
Shannon est décédé le 1er mars 2023, à l'âge de 83 ans.

## Filmographie
- 1973 : Les Pulpeuses (Sugar Cookies) de Theodore Gershuny
- 1973 : J'irai comme un cheval fou de Fernando Arrabal
- 1986 : Mort ou vif (Wanted Dear or Alive) de Gary Sherman
- 1988 : Private War de Frank De Palma
- 1992 : The Silencer d'Amy Goldstein
- 1993 : Indecent Behavior de Lawrence Lanoff
- 1995 : Junior part en guerre (Playing Dangerous) de Lawrence Lanoff